# Delos
Delos o Delo es una de las islas griegas más pequeñas. Pertenece al archipiélago de las islas Cícladas, en el mar Egeo.
Administrativamente pertenece a la unidad periférica de Miconos, periferia de Egeo Meridional.

## Geografía
Isla minúscula (3,5 km²), árida, deshabitada desde hace tiempo, se sitúa enfrente de la isla de Rinia (14 km², deshabitada) y en las proximidades de Miconos. Sus pendientes son suaves y el monte Cinto no sobrepasa los 113 m. El puerto ha sido siempre mediocre y, cuando los vientos se levantan, la isla es inaccesible.
Delos tiene unos 8 km de costa. La única ciudad de la isla fue Delos, hoy día un conjunto de ruinas al noroeste de la isla. Un antiguo riachuelo llamado Inopo se dirigía del monte Cinto al puerto de Furni. Tenía un pequeño estanque cerca de las ruinas llamado por Heródoto Limne Trochoeides y Theognis por Calímaco. Cerca del lago, la leyenda sitúa el lugar donde Leto da a luz a los gemelos Apolo y Artemisa. Las antiguas casas privadas fueron construidas a los dos lados del Cintos y de la punta de Trokessa (actual cabo Morou) al noroeste.
Un estrecho separa Delos de Rinia, donde estaban las rocas llamadas Rematiari, una de las cuales es seguramente la isla de Hécate que protegía el antiguo puerto. El cementerio de Delos estaba en la parte sur de la vecina Rinia, una isla más grande dividida en dos partes por un istmo.
En conjunto Rinia y Delos, y los islotes menores son llamados islas Dhiles.
La tradición dice que solo sufrió uno o dos terremotos, que fueron una advertencia a Grecia: el primero antes de la invasión persa (mencionado por Heródoto), y el segundo antes de la guerra del Peloponeso (mencionado por Tucídides).

## Historia mítica
Era uno de los lugares más sagrados de Grecia. La mitología griega dice que emergió agarrada por el tridente de Poseidón, pero fue una isla flotante hasta que Zeus la ató con cadenas al fondo del mar, para convertirla en un lugar seguro para Leto, al abrigo de los celos de Hera, para el nacimiento de Apolo y Artemisa. Como lugar de nacimiento de Apolo fue uno de los lugares en los que se rendía culto a este dios, y la isla fue posesión del dios que la cambió con Poseidón.
El origen de la isla está sujeto a dos tradiciones diferentes. Así, habría sido creada:
- Por la zambullida de Asteria, hermana de Leto, en el mar, para escapar de las persecuciones de Zeus.
- Por Poseidón, a petición de Zeus. Con un golpe de su tridente, el dios del mar hizo salir del agua dos peñascos llanos, Delos y Renea.

## Historia
Los restos más antiguos de ocupación humana se remontan a la segunda mitad del tercer milenio antes de nuestra era. Se ha especulado que corresponden a los piratas carios mencionados por Tucídides (I, 8) pero ningún resto arqueológico lo demuestra. Lo cierto es que se trata de poblaciones prehelénicas que ocupan el monte Cinto. Son casas modestas, abrigos temporales. Como en el resto de las Cícladas del Norte, no se han hallado en Delos trazas de ocupación durante los primeros siglos del II milenio a. C.
En el Heládico Reciente III (entre 1400 y 1200 a. C.) aparece cerámica micénica en la zona entre el Artemision, los Tesoros y los templos de Apolo. Puede decirse con certeza que en Delos, durante la época micénica, habitaba una comunidad cuya importancia se desconoce pero que contaba con sus propios centros de culto. También se han hallado tumbas, lo que, según sostuvo H. Gallet de Santerre, implica, por la relación con los santuarios posteriores, que la isla ya entonces era un centro de culto; actualmente esta tesis se considera indemostrable.
La escasas huellas de cerámica submicénica y el hecho de que los hallazgos del protogeométrico correspondan al final del período (siglo X a. C.) han hecho pensar en una interrupción de la ocupación poco antes del año 1000 a. C., lo que corresponde al panorama general de Grecia en esa época.
El geométrico es un momento de despegue, con un incremento de la población atestiguado por la cerámica. Este fenómeno se hace más evidente al final del período (segunda mitad del siglo VIII a. C.), cuando aparecen grandes cantidades de ofrendas costosas de bronce.
La Odisea menciona a Delos en un pasaje (VI, 162-165) en el que Odiseo compara la figura esbelta de Nausícaa con la de una palmera que él ha visto en dicha isla. El Himno Homérico a Apolo (vv. 146-148), de fecha controvertida (entre 700 y 550 a. C. según los diferentes autores) evoca el paisaje delio en la época arcaica.
Durante los siglos VII y VI a. C., los monumentos históricos edificados en Delos son muy numerosos, como los Leones de Delos, el Coloso de Apolo, la galería de Naxos y la estatua de Nicandra, ofrenda a Artemisa.
Los habitantes de Naxos construyeron en Delos la Casa y la Estoa de los naxios, y después la isla pasó a manos de sus vecinos rivales, los habitantes de Paros.
Hacia el 540 a. C., el tirano Pisístrato de Atenas ordenó la «purificación» de la isla sagrada trasladando las sepulturas a la isla vecina de Rinia, así como las personas mayores o enfermas.
Delos fue el centro de una anfictionía a la que pertenecían las islas Cícladas. Los atenienses instituyeron un festival en Delos para conmemorar el regreso de Teseo desde Creta. Pisístrato de Atenas y Polícrates de Samos tuvieron mucho interés en Delos: el primero purificó la isla; y Polícrates dedicó la vecina isla de Renea a Apolo délico, y la sujetó con una cadena con Delos. Después de la conquista de las ciudades jónicas de Asia, el festival cayó en decadencia en el siglo V a. C., dejando de hacerse durante la guerra del Peloponeso. En 426 a. C., sexto año de guerra, los atenienses purificaron Delos y sacaron todas las tumbas de la isla y prohibieron nacer o morir en la isla e instituyeron que las mujeres embarazadas tenían de ser trasladadas a la isla de Renea. Además establecieron el festival al que llamaron Delia.

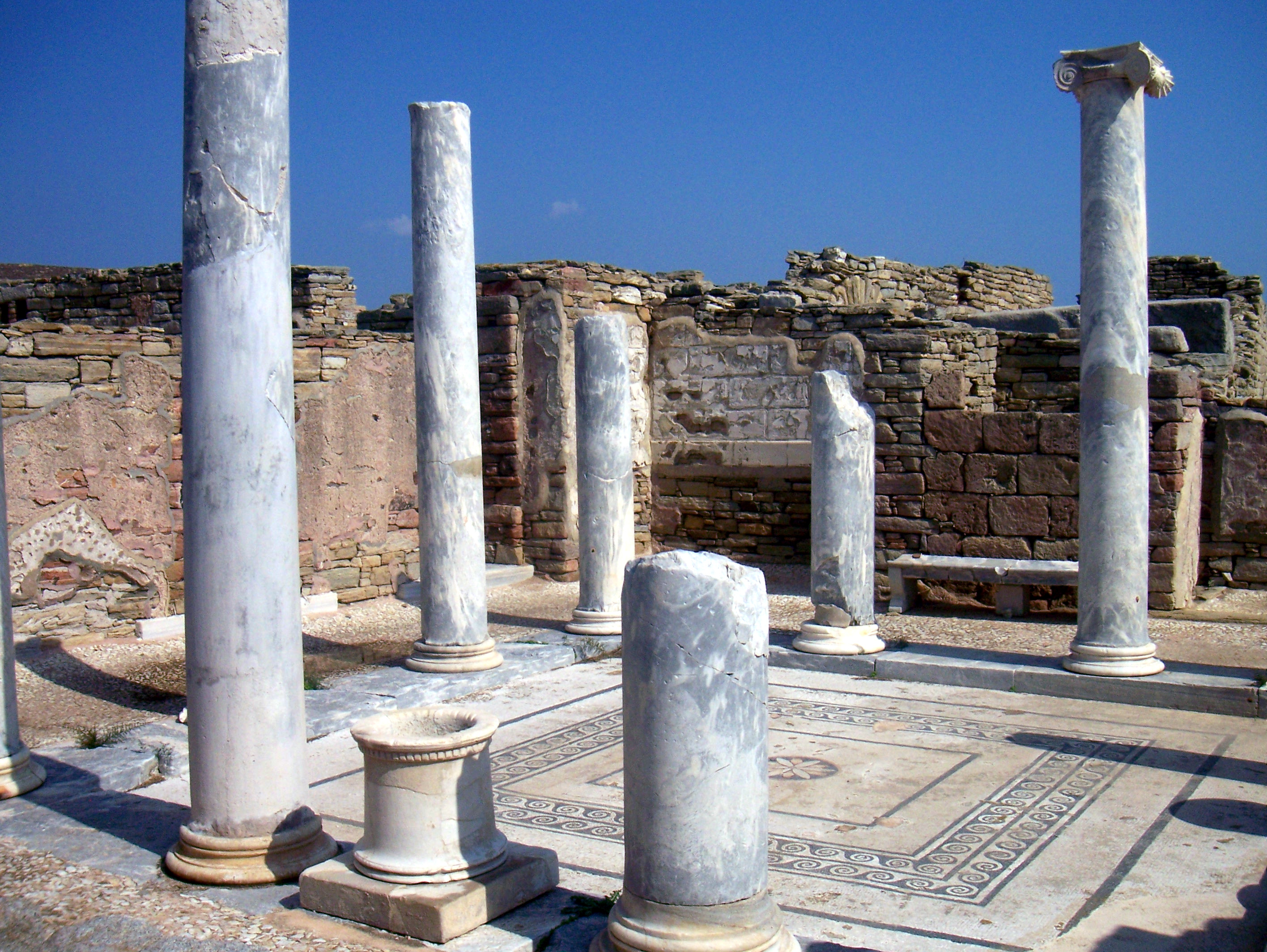
Ruinas de Delos.

El carácter sagrado de la isla fue respetado por los persas Datis y Artafernes, que pasaron de largo y anclaron en Renea. Un mensajero pregonó que los isleños (que habían huido a Tinos) podían volver, y los persas quemaron en el altar del dios 300 talentos de incienso.
En 477 a. C., Atenas formó la Liga de Delos con el propósito de combatir a Persia. La isla fue elegida como sede del tesoro de la alianza, si bien pronto se llevó a Atenas (454 a. C.).
En 426 a. C., los atenienses purificaron la isla, y en 422 a. C. planearon trasladar a todos sus habitantes a Adramitio, que había cedido el sátrapa Farnaces de Dascilio. Una gran parte de ellos murieron en esta ciudad a manos del general Arsaces, un enviado del sátrapa Tisafernes de Sardes o Lidia en 411 a. C.
Reconstruida la Liga, Delos se mostró menos sujeta al control de Atenas, hasta el punto de que en 354 a. C. los delios apelaron a Filipo II de Macedonia para limitar la injerencia ateniense en el Santuario de Apolo.
Permaneció en manos de Atenas (excepto por una corta dominación espartana) hasta el 314 a. C., cuando fue declarada libre e independiente tras la muerte de Alejandro Magno. Esta autonomía fue limitada: la isla pasó a formar parte de una liga insular dependiente del rey de Egipto, Ptolomeo I Sóter. Entonces florecieron nuevas fiestas en honor de la dinastía Ptolemaica como las Filadelfias y las Ptolemaicas, y precisamente por estas fechas Calímaco dedicó su himno a Delos a la potencia marítima de sus soberanos.
Organizada siguiendo el modelo de Atenas, Delos acogió en su cuerpo social a numerosos extranjeros, que veían en la isla, aunque desprovista de puertos naturales, una excelente escala intermedia en las rutas entre Occidente y Oriente. La isla, que tenía que importarlo todo para sobrevivir, se enriqueció no solo con edificios públicos hechos construir por los monarcas, como Antígono I Gonatas, Filipo V de Macedonia o Atalo I de Pérgamo, sino también con edificios que eran sede de corporaciones, tesoros votivos erigidos por particulares y viviendas, de las más lujosas del período helenístico.
Los mercaderes procedían de todo el Mediterráneo: Egipto, Siria, Fenicia e Italia. Los itálicos llegaron a ser, a finales del siglo II a. C., los residentes más numerosos y ricos de la isla. La victoria sobre Antígono III de Siria, cuyos reinos se veían cada vez más obligados a aceptar como único interlocutor económico y político a Roma y sus aliados.
En 166 a. C. pasó a manos de Roma, que la transfirió a Atenas, que expulsó a la población hacia Acaya. Fue declarado puerto franco, es decir, exento de los impuestos de tránsito. El motivo de esta medida, de la que salieron perjudicados los rodios, ha de buscarse en la necesidad, por parte de los mercaderes de Italia, de romper el monopolio casi total del tráfico directo entre Oriente y Occidente que tenían los rodios, que pese a contar con excelentes puertos naturales, vieron disminuir en casi un 80 % el volumen de su tráfico comercial en pocos años.
El milagro económico de Delos reveló entonces todos los rasgos de la artificialidad que le había hecho importante, y la isla empezó a decaer, pasando, como dijo Hierocles, de visible (délos) a invisible (ádelos).
Después de la caída de Corinto en 146 a. C. a manos de Roma, la isla fue declarada por Roma puerto internacional sin tasas y se convirtió en el centro del comercio del Mediterráneo oriental, debido a su carácter sagrado que ofrecía seguridad, a la excelencia de su puerto, a su situación central, y al festival anual que se volvió en una especie de feria. Estrabón dice que en un solo día se llegaban a vender dos mil esclavos. El bronce de la isla (aes deliacum) era muy apreciado y se utilizó para muchos barcos hasta que el bronce de Corinto, inventado más tarde, le sustituyó.
Durante las guerras mitridáticas la isla fue devastada, y ya no se recuperó del todo. Roma confirmó a Atenas la posesión de la isla, pero acabó desierta.

## Patrimonio de la Humanidad
Fue excavada en 1873 por la escuela francesa de arqueología de Atenas. Otra vez entre 1904 y 1914 bajo la dirección de M. Holleaux, gracias una donación del duque de Loubat, que llevó al descubrimiento de algunas partes, pero otras permanecieron ocultas hasta las excavaciones de 1958-1975. Una restauración dirigida por la escuela francesa de arqueología de Atenas y más tarde por el 21 Eforato de Antigüedades prehistóricas y clásicas. En 1990, Delos fue incluida en el catálogo de lugares culturales protegidos por la Unesco como Patrimonio de la Humanidad.
Las principales edificaciones son:

Plano del yacimiento de Delos

Plano del área sagrada de Delos

- El Ágora de los Competaliastas, un mercado junto al puerto sagrado, construido en el siglo II a. C..
- El Templo de los Delios o gran templo, uno de los tres dedicados a Apolo. Se construyó a partir del 478 a. C., pero las obras se pararon a mitad de siglo; se reiniciaron en el siglo III a. C., pero nunca se acabaron.
- La fuente Minoica, una fuente pública con una edificación que la cubría construida a mitad del siglo VI a. C..
- La Terraza de los Leones, un conjunto escultórico de leones de mármol dedicado a Apolo por los habitantes de la isla de Naxos en el siglo VII a. C.. Eran inicialmente 16, pero solo quedan cinco enteros y tres más parciales. Al oeste de la bahía de Skardana, en dirección al puerto, dos templos guardaban los leones.
- El ágora de los italianos, que probablemente era el lugar donde se realizaban las subastas de esclavos.
- El establecimiento de los Poseidoniastas de Beirut, fue la casa de un club de mercaderes, banqueros, navegantes y otros, de origen fenicio; construida en el siglo II a. C.
- El Estoibadeo, una plataforma rectangular con la estatua de Dioniso flanqueada por dos actores (papposilenoi), construida al principio del siglo III a. C.
- El teatro de Delos del siglo III a. C., inicialmente de madera y después de mármol.
- El templo de Isis, templo dórico con un santuario dedicado a Isis, Serapis y Anubis, construido en el monte Cinto al comienzo del siglo II a. C. y restaurado por los atenienses en el 135 a. C.
- El Templo de Hera, templo dórico construido a finales del siglo VI a. C. o a comienzos del siglo V a. C. sobre un templo anterior del siglo VII a. C.
- La casa de Dioniso, una casa privada del siglo II a. C. que contiene un mosaico que representa al dios.
- La casa de las Máscaras.
- La sinagoga de Delos.

## Santuario de Apolo

Localización de Delos y el resto de santuarios griegos

Los peregrinos llegaban a Delos y entraban en el santuario por un itinerario similar a los turistas contemporáneos. Eran acogidos en el ágora de los Competaliastas, cuyo nombre deriva de los Compitalia, divinidades romanas honradas por los esclavos y los libertos.
Del ágora de los Competaliastas, la vía procesional conducía al santuario de Apolo, precedido de un propíleo en ruinas. Sobre una vasta explanada en la que subsisten los vestigios de cuatro templos consagrados al dios, se alzaba antiguamente una estatua colosal que lo representaba, pero que sufrió degradaciones y tentativas de múltiples desplazamientos. No se conservan in situ más que el torso y una parte de la pelvis; se conserva una mano en el museo local y un pie en el Museo Británico.
La entrada al santuario estaba flanqueada por dos grandiosos pórticos: el occidental, de orden dórico, fue dedicado a Apolo por Filipo V de Macedonia, hijo de Demetrio Poliorcetes, hacia el 210 a. C.; mientras que el oriental, el llamado pórtico sur, parece que fue la respuesta de Átalo I de Pérgamo a la generosidad de su rival. Entre los monumentos existentes en el pórtico destacan una base de estatua del general Epígenes de Pérgamo, y otra de un grupo de guerreros galos, que debían exaltar la victoria de Átalo sobre ellos.
Un poco más allá del Coloso de los naxios, la avenida sagrada se ensancha, ya que se ha llegado a los tres modestos templos de Apolo, que desempeñaron la misma función de morada del dios, a diferencia de otros casos, como el de Delfos, en los que el templo más reciente se superpuso al anterior.
El templo más antiguo —el primero empezando por la izquierda— es el Porinós Naós, mencionado por las inscripciones, es decir, el templo construido con la piedra local llamada poros, que posee un simple pórtico de cuatro columnas en el lado de cara al mar. Se suele fechar en la época de Pisístrato.
La segunda construcción por orden cronológico y topográfico es el Templo de Apolo de los atenienses o de las siete estatuas, inaugurado tal vez por Nicias en el 417 a. C. construido de mármol del Pentélico. Es de tipo anfipróstilo, es decir, con seis columnas dóricas en cada uno de los lados cortos. En el interior de la cella, una base en forma de herradura sostenía las siete estatuas mencionadas en una inscripción. Durante las excavaciones se han hallado numerosos fragmentos de las estatuas que representaban a Bóreas, Eos y Céfalo, mientras que del frontón, seguramente decorado, no ha quedado nada. Según una hipótesis, la decoración de esta parte del templo fue llevada a Italia en época de Augusto e incorporada al frontón del templo de Apolo Sosiano en Roma.
El último templo, el llamado Gran Templo o Templo de los Delios, es el único períptero de Delos, con seis columnas en el frontispicio. Las vicisitudes de su construcción resumen la historia de Delos en época clásica: los trabajos, iniciados hacia el 475 a. C., cuando la isla hacía poco que era sede de la Liga de Delos, se interrumpieron al trasladarse el tesoro de la confederación a Atenas, para ser emprendidos de nuevo una vez la ciudad se libró del dominio ateniense a finales del siglo IV a. C.
Alrededor del Pórinos Naós están dispuestos en círculo cinco edificios, que los arqueólogos han designado con el nombre de tesoros. No obstante, su función es desconocida, ya que no se trata de edificios en los que se guardaban las ofrendas de las distintas ciudades o dinastas, como en el caso de Olimpia o Delfos. Todos ellos son de planta casi idéntica, con dos columnas in antis en la fachada, y están datados entre el siglo V a. C. y mediados del IV a. C.

## Casa de los naxios
Pasados los propileos del santuario, se halla el monumento más antiguo de Delos: el óikos o casa de los naxios, un edificio sagrado rectangular con una hilera de ocho columnas en el centro, flanqueado por la base del gigantesco Coloso de los naxios, un kuros de más de 9 m de alto y fechado, como el oíkos visible en la actualidad, a finales del siglo VII a. C.
Junto con la terraza sobre la que se encuentran los nueve leones sagrados, situada cerca del lago sagrado, estos monumentos constituyen los testimonios visibles de la primacía de la isla de Naxos en Delos.

## Bouleterio y Pritaneo
El Buleuterio, sede del consejo de la ciudad, está mal conservado. Junto al ángulo noroccidental del edificio, una base de estatua dedicada a Atenea Polias indica que la diosa de Atenas protegía la ciudad de los delios.
Inmediatamente al sur del Buleuterio se halla el Pritaneo, construido en parte en la primera mitad del siglo V a. C. y terminado casi 80 años después. Esta construcción constituía la vivienda pública de los pritanos, los más altos magistrados de la polis, la sede del archivo y el lugar en que ardía permanentemente el hogar de la ciudad. Además, en ella se celebraban las comidas con los huéspedes de honor de la ciudad.
Formaba la entrada un vestíbulo porticado de columnas dóricas sobre el que, al parecer, había una galería desde la que los pritanos leían las proclamas. Pasado el vestíbulo se llegaba a un patio, en el que se han observado restos de una escalinata que seguramente permitía subir a la galería. Al fondo del patio, en el lado norte, había dos salas precedidas cada una de un vestíbulo: la oriental custodiaba el altar de Hestia, la diosa del hogar, símbolo de la continuidad de la estirpe.
Un porche formado por dos columnas servía de vestíbulo a la estancia occidental, la más importante, donde los pritanos y sus huéspedes celebraban las comidas. Las dos pequeñas estancias al fondo eran probablemente los archivos.

## Monumento de los Toros

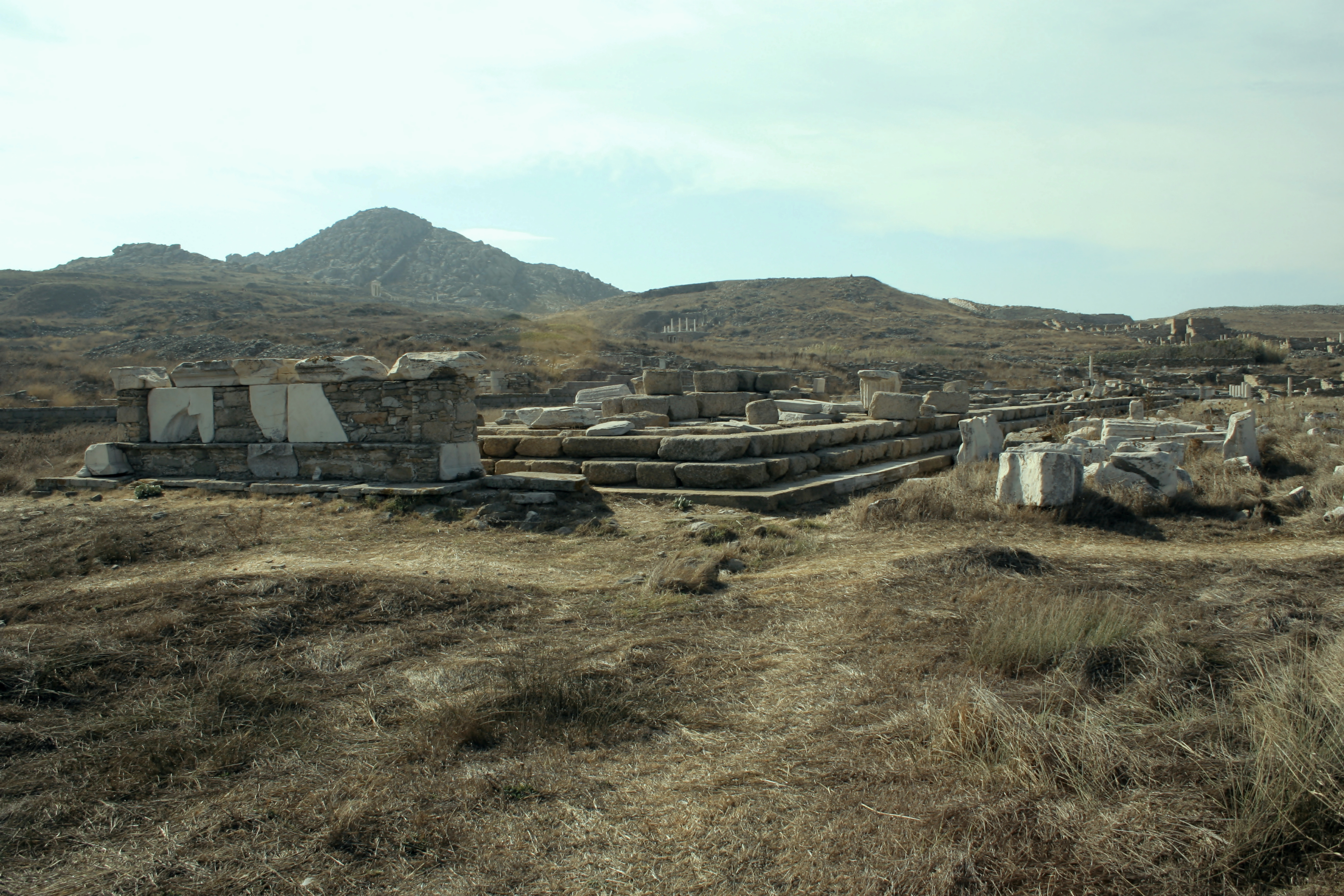
Monumento de los toros o Neorion

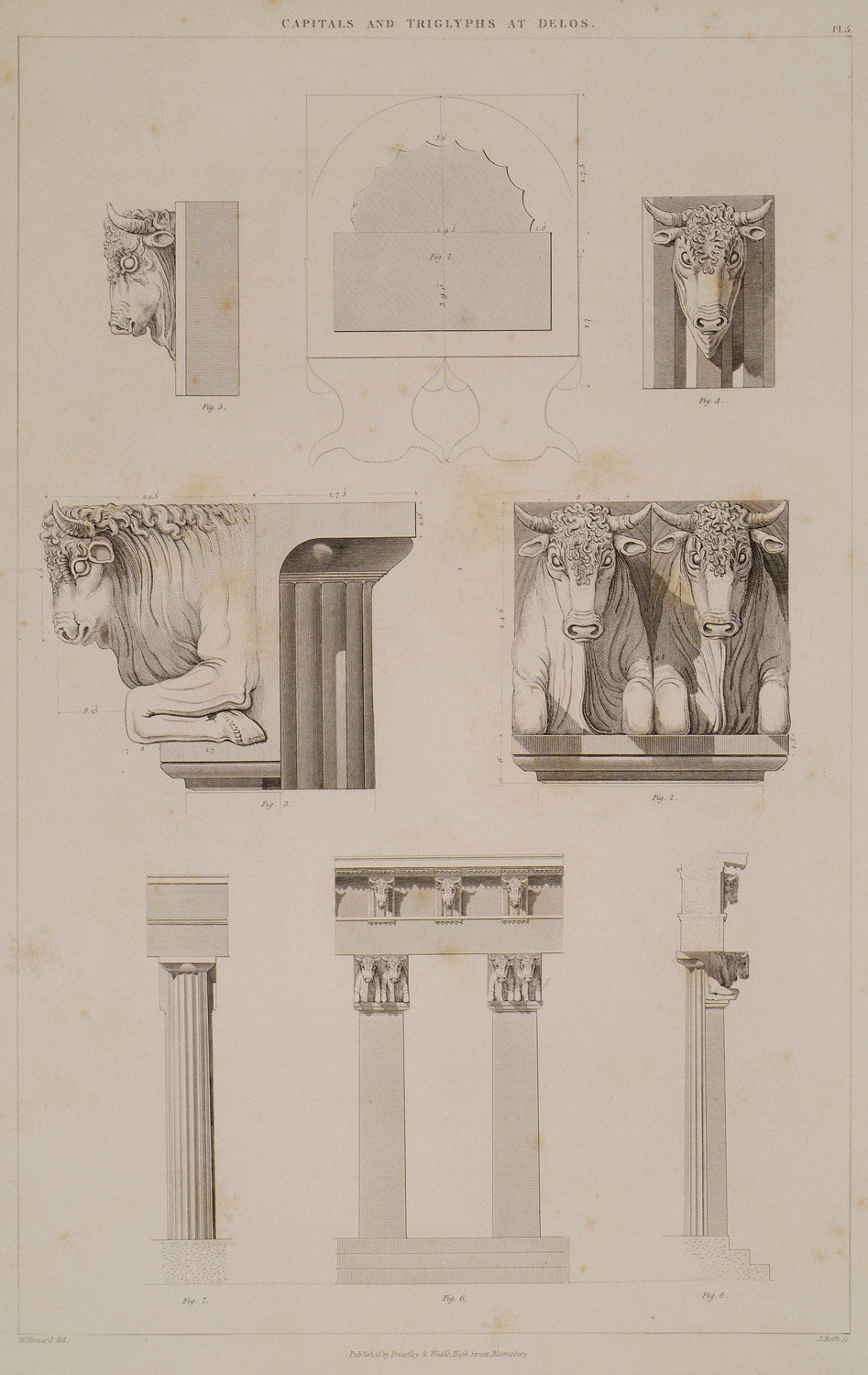
Prótomos de toros en los capiteles y triglifos del Monumento de los Toros

El lado oriental de la zona sagrada quedó cerrado en época helenística por una gigantesca construcción, el llamado Monumento de los Toros, cuya función ha planteado serias dudas a los estudiosos. Se pueden distinguir tres partes en el edificio: la primera es la entrada con seis columnas en la fachada, a la que sigue una larga galería con una concavidad en la parte central, cuya base se halla a un nivel sensiblemente más bajo que el de las otras parte del monumento. Desde la galería se llega a la cella, en cuyo interior se observa una estructura trapezoidal, un altar, o mejor, una basa. 
Sin duda el monumento debía estar todo él ricamente decorado: los fragmentos que componían la decoración de la galería formaba un cortejo marino en el que pueden verse delfines, Nereidas y monstruos marinos. El nombre «de los toros» obedece a que los capiteles dóricos tenían prótomos de esto animales arrodillados en su cara exterior.
La particular forma del monumento, la presencia de una basa trapezoidal en la cella y los mismos temas de los relieves han llevado a pensar que tal vez en él hubiera una embarcación. La cronología del edificio, de finales del siglo IV a. C. o principios del siglo III a. C., induce a pensar en un exvoto ofrecido por Demetrio Poliorcetes tras alguna de sus numerosas victorias navales. Otros creen que contenía la nave almirante de Antígono II Gonatas, y que la ofreció para celebrar la victoria naval que obtuvo en Cos contra los Ptolomeos en 255 a. C. Se cree que este arsenal se construyó sobre la ubicación de uno anterior.
El Monumento de los toros no sería un caso aislado: en Corinto, según cuenta Dión Crisóstomo, se conservaba la nave Argo, y en Roma, la de Eneas, y algunos monarcas helenísticos, como Antígono Gonatas, efectuaron ofrendas de este tipo en los santuarios.

## Leones de Delos

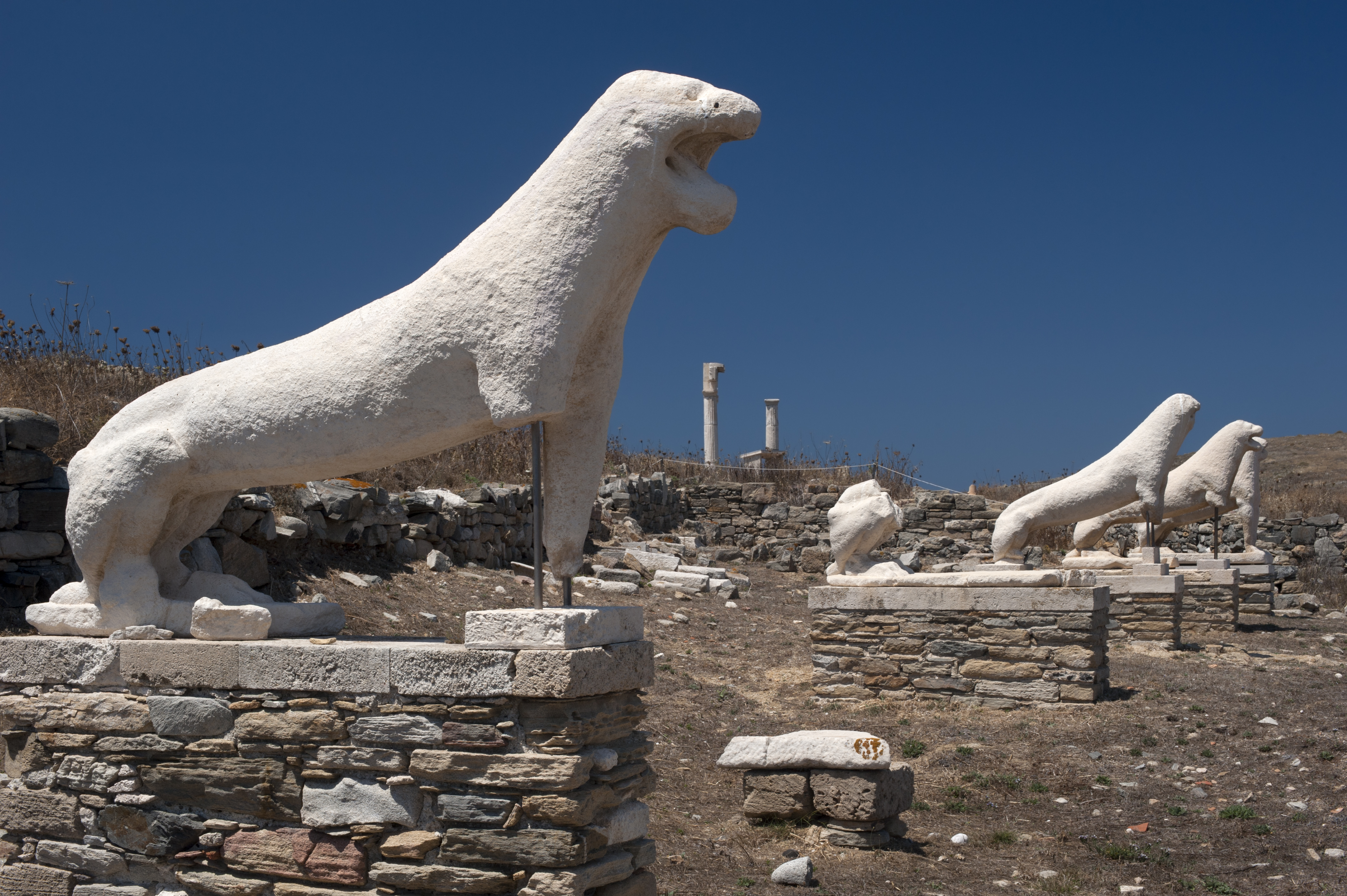
Los leones de Delos.

Al norte del pórtico de Antígono se extiende el ágora romana, con el lago sagrado, secado en nuestros días, y la famosa «Terraza de los Leones» dispuestos aquí para la protección simbólica del sitio. De originalmente nueve, no quedan más que cinco leones (se trataría más precisamente de leonas) de mármol de Paros o de Naxos, alojados en el museo de la isla. En el lugar original, mirando al lago sagrado se encuentran actualmente cinco copias, formando a modo de avenida a lo largo de la Vía Sacra.
Una sexta fiera fue llevada como botín a Venecia, junto con otros leones llevados de Grecia, a finales del siglo XVII y fue colocada montando guardia en la puerta principal de su arsenal.
Los leones de Delos, sentados a diferentes alturas, rugiendo, fueron esculpidos con estilo muy particular, bien lejos del naturalista: los cuerpos magros y alargados, las cabezas pequeñas y redondeadas se prestan a comparaciones con la cerámica cicládica de la segunda mitad del siglo VII a. C. y por su hieratismo y estilización con el influjo del Oriente Próximo.

## Barrio del teatro
Al sureste del puerto se encuentra el barrio residencial más lujoso de la ciudad antigua con las casas de Dioniso, la de Cleopatra (esposa de un rico mercader) y la de los Dióscuros. mosaico snotables adornan el suelo de las casas de época helenística y romana.
De entre las numerosísimas casas excavadas, muchas de ellas pequeñas y de planta irregular, algunas presentan una riqueza arquitectónica y un lujo decorativo que no desmerecen en nada a los de las célebres viviendas pompeyanas del mismo período.
El mosaico del peristilo de la Casa de los Delfines, con tres representaciones de Eros asimilado a Hermes, Poseidón y Dioniso, el de Dioniso y los Centauros en la Casa de las Máscaras, y el impluvio con mosaico en la Casa de Dioniso pueden situarse entre las expresiones más altas de este tipo de decoración.
En la Casa de Dioniso, por ejemplo, el triunfo de un dios a lomo de un tigre está realizado en opus vermiculatum, técnica que, empleando unas teselas muy pequeñas de esmalte y piedras duras, como el ónice y la ágata, conseguía unos extraordinarios efectos cromáticos.
El teatro de 5000 personas de aforo, se sitúa en medio de estas casas.
El suministro de agua potable en esta isla árida fue resuelta en la antigüedad con inmensas cisternas que recogían el agua de lluvia.

## Terraza de los dioses extranjeros
Sobre una terraza que domina la ciudad, y para responder a los deseos de los comerciantes extranjeros, se erigieron pequeños templos, edificios sagrados y salas de reuniones, en la zona de las colinas de la isla, dominada por el monte Cinto, por la que el poeta latino Propercio sentía especial predilección.
Derceto o también llamada Atargatis, la Afrodita siria, así como Isis y Serapis para los egipcios, son venerados a partir del 200 a. C.
El mayor y más monumental de todos los santuarios es el de los Santuario de los Dioses Sirios Atargatis y Hadad. Consagrado en el 128-127 a. C., el santuario se organizó primeramente en torno a un patio, al fondo del cual se encontraban tres modestas capillas, dedicadas a las divinidades.
Algunos años más tarde, se amplió la zona sagrada con una gigantesca terraza porticada, a la que daban, por el oeste, una exedra con un mosaico delante de ella y, por el este, en la parte media, un pequeño teatro capaz de contener a 400-500 espectadores. Un pórtico de tres brazos cerraba la cávea por todos sus lados, de manera que las ceremonias de los misterios ligados al culto de estas divinidades quedaran ocultas a los profanos.
La organización en terraza-pórtico-santuario-pórtico se corresponde perfectamente con la de los grandes santuarios itálicos en Palestrina, Tívoli y Pietrabbondante, donde el culto al dios se manifestaba también en espectáculos teatrales en su honor, como las Apolinares de Roma, que se celebraban en teatros provisionales construidos delante del Templo de Apolo con ocasión de sus fiestas. Precisamente Delos, residencia de muchos itálicos, en su mayoría procedentes del Lacio, puede haber constituido un punto de referencia privilegiado para la construcción de aquellos grandes santuarios tardo-republicanos, edificados casi en el mismo período en la zona sagrada de los dioses sirios.
Cerca se hallan también las bases de un templo dedicado a Hera, más antiguo, y bastante lejos del templo de Apolo.

## Otras construcciones
Otros monumentos dispersos por la zona del santuario se hallan en pésimo estado de conservación; entre ellos cabe destacar el templo de Artemisa, el lugar de culto más antiguo de la isla, del cual la edificación más reciente data de la segunda mitad del siglo II a. C.
En el área al norte del recinto sagrado se hallaban una serie de edificios muy importantes, porque van ligados a la actividad económica de Delos. El Edificio de los Posidoniastas de Bérytos (Beirut), es decir de los mercaderes de dicha ciudad, ha sido considerado un punto de reunión, una verdadera lonja, aunque no exenta de funcionalidad religiosa.

### Ágora de los italianos
A escasa distancia de este edificio se halla una gran plaza: el ágora de los italianos, el lugar donde probablemente se desarrollaba la actividad comercial más rentable de Delos, la venta de esclavos mencionada por Estrabón.
De hecho no solo era fácil capturar esclavos, sino que el mercado, amplio y rico, no se hallaba muy lejos, en Delos, capaz de acoger y vender 10 000 esclavos al día. Y de ahí nació el proverbio «Mercader, echa el ancla, descarga tu nave, todo está vendido». La causa de esto era que los romanos, enriquecidos tras la destrucción de Cartago y Corinto, utilizaban muchos esclavos, y los piratas, viendo que podían sacar un fácil provecho, hicieron florecer particularmente aquella actividad, no solo saqueando, sino también traficando con esclavos. Los reyes, tanto de Chipre como de Egipto, cooperaban con ellos, ya que eran enemigos de los sirios. Ni siquiera los rodios les prestaban ayuda, porque tampoco estaban en buenas relaciones con estos.
El ágora de los italianos, que debe su nombre moderno al hecho de haberse hallado numerosísimas inscripciones de ciudadanos procedentes de Italia, presenta unas proporciones gigantescas, sobre todo si se la compara con las demás plazas de la ciudad.
Su estructura monumental, con dos pórticos superpuestos, de orden dórico el inferior y orden jónico el superior; las muchas exedras dedicadas a personajes ricos e importantes, corresponden al tipo de dependencias que serían de esperar en un lugar de reunión como el de los posidoniastas de Bérytos. Sin embargo, para este tipo de función resultan inexplicables ciertos elementos estructurales.
En primer lugar, que se trate de una plaza porticada cerrada por el exterior. En segundo lugar, las dos entradas, una al oeste y otra en el lado opuesto, tan estrechas que solo podía pasar una persona a la vez. A ello hay que añadir el que la parte central de la plaza no esté pavimentada, que las exedras estén cerradas herméticamente con verjas de hierro y, por último, la existencia de unas termas demasiado modestas en comparación con la grandeza del edificio. Estas incoherencias son fácilmente explicables si se identifica este lugar con el mercado donde se vendían los 10 000 esclavos diarios que menciona Estrabón.
En efecto, una vez arribada al puerto, la nave desembarcaba su cargamento, que era llevado inmediatamente a la plaza. Allí, en la entrada, se podía contar fácilmente a los esclavos, al tener que pasar uno a uno por la estrecha abertura. Las operaciones siguientes incluían un baño rápido y la exposición de la mercancía en el centro de la plaza, donde era seleccionada por los compradores situados en la galería superior. Tras la adquisición, que seguramente se efectuaba por lotes enteros, los esclavos pasaban por la entrada opuesta a la anterior, donde eran contados de nuevo. Sin duda, fue necesario cerrar las exedras porque los esclavos no debían sentir simpatía por aquellos personajes que habían alcanzado una posición preeminente, precisamente gracias a su venta.
Construida hacia el 110 a. C., el ágora fue abandonada definitivamente 50 años más tarde, simultáneamente al final de la importancia comercial de Delos.

### Barrio del Lago
Muy cerca del ágora de los italianos se extendía el barrio del Lago, la zona residencial de la ciudad, donde se hallaban las viviendas más grandes y ricas, construidas sin ningún tipo de condicionamiento impuesto por edificaciones anteriores y situadas generalmente en lo alto de pequeñas colinas de cara al mar. Así se presenta la ínsula (manzana de casas) de la Casa de los Actores, que normalmente se suele considerar formada por tres viviendas. La más occidental, Casa del Frontón, es especialmente curiosa, ya que constaba solamente de una torre de dos pisos, el superior rematado por un frontón.
La segunda es la de los Actores, que recibe este nombre por la escena pintada en la sala de estar (el oecus de los latinos), que representa a personajes de la tragedia. Esta vivienda posee un peristilo de tipo casi único en la arquitectura privada de Delos: por encima del pórtico de orden dórico completo, presentaba un pórtico jónico. Esta variación de órdenes se halla documentada en la ciudad solo en el ágora de los italianos.
La última vivienda es la Casa de los Tritones que presenta un patio más simple, con un pórtico que corre solo a lo largo de los lados este y norte. La habitación más grande, la que mira al norte, posee un pavimento de mosaico con la representación de un tritón femenino, sobre cuya cabeza vuela Eros.
La disposición de estas tres casas, consideradas por separado, plantea algunos problemas, en tanto que, por ejemplo, la Casa de los Actores no posee dependencias de servicio, que en cambio se encuentran en el ala meridional de Casa de los Tritones. Pero la menos clara de todas es la Casa del Frontón, ya que resulta extraño que una familia acomodada hubiera preferido decorar una casa tan pequeña y totalmente carente de dependencias de servicio que construir otra aprovechando un espacio mayor. Esta irregularidad puede explicarse. Vitrubio dice que las ricas mansiones helenísticas poseían dos peristilos: uno femenino, en el que se reunía y vivía toda la familia, y otro masculino, con estancias mucho más suntuosas donde el hombre recibía a sus amigos sin ser molestado por su mujer. Los dos peristilos no se comunicaban entre sí, ya que cada uno tenía una entrada independiente desde la calle. En el caso de las mansiones aún más ricas, a los dos peristilos se añadía una pequeña casita que acogía a los huéspedes de la familia, también con entrada propia, de tal modo que el huésped al no tener que pasar por la casa del anfitrión, se encontraba como en su propia casa.
Se conocen casas de este tipo en Colofón, y todas ellas son en forma de torre, igual que la Casa del Frontón.
La isla de la Casa de los Actores, pues, basándose en estos testimonios, no sería más que una sola casa, muy grande, que tal vez perteneció a uno de esos riquísimos personajes recordados en las estatuas del ágora de los italianos, en la que el propietario se inspiró para la decoración de los pórticos del peristilo principal.